# Xerafim

Ein Xerafim, Goa 1650

Xerafim (auch Xerafin) ist eine portugiesische Kolonialmünze, die in den indischen Kolonien (Goa, Diu) Portugals, aber auch in angrenzenden Regionen bis hin nach Malakka von 1570 bis ins 19. Jahrhundert in Umlauf war. Ihr Wert betrug 300 bis 360 Reis, ihr Gewicht 19 g (Feingewicht 17,5 g Silber), fiel aber im Laufe der Zeit auf ca. 5,5 g. Die Prägung der Vorderseite zeigte das Königswappen, die Rückseite das Kreuz von Jerusalem mit den vier Ziffern der Jahreszahl in den Winkeln. Die Münze wurde später ersetzt durch die portugiesisch-indische Rupie, deren Wert bis 1871 einem halben Xerafim, danach etwa einem Drittel entsprach. 1958 wurde die Rupie durch den Escudo abgelöst.
Der Name Xerafim leitet sich von ihrem arabischen Namen sharīfi ab (sharīf: edel).